# جوزی فرری
جوسپا گائتانا فرّری (به ایتالیایی: Giuseppa Gaetana Ferreri) (زادهٔ ۱۷ آوریل ۱۹۷۹)، که بیشتر با نام جوزی فرری (به ایتالیایی: Giusy Ferreri) شناخته می‌شود، یک خواننده و ترانه‌سرای ایتالیایی است.